# Bruchia
Bruchia is een geslacht van kevers uit de familie bladkevers (Chrysomelidae).
De wetenschappelijke naam van het geslacht werd in 1906 gepubliceerd door Julius Weise.

## Soorten
- Bruchia armata Staines, 1932
- Bruchia fulvipes (Baly, 1885)
- Bruchia scapularis Staines, 1932
- Bruchia sparsa Weise, 1906